# Storbritanniens utomeuropeiska territorier

Storbritanniens utomeuropeiska territorier inklusive dess anspråk i Antarktis och de omstridda Falklandsöarna och Sydgeorgien.

 Storbritanniens utomeuropeiska territorier (British Overseas Territories) är avhängiga territorier under kontroll av Storbritannien, som inte är en del av den brittiska statsbildningen (Förenade konungariket Storbritannien och Nordirland).

## Relationer till Storbritannien
Dessa områdens förhållande till Storbritannien regleras i en lag som kallas British Overseas Territories Act som stiftades år 2002. Dessa områden är vad som återstår av det tidigare Brittiska imperiet. Flera av dem har varit kronkolonier (engelska: crown colonies). Den beteckningen avskaffades år 1981 till förmån för British dependent territory vilket i sin tur år 2002 byttes mot den nuvarande termen British overseas territory av vilka det idag (2008) finns 14 stycken. Dessa områden har i de flesta fall långtgående självstyre med egen regering, parlament och lagstiftning. Det är i huvudsak utrikespolitik, försvarspolitik och statsöverhuvud (i detta fall kung Charles III) som är gemensamt med Storbritannien.

## Territorierna och EU
Med undantag för Gibraltar stod de utomeuropeiska territorierna även före Storbritanniens utträde utanför Europeiska unionen (EU), klassificerade som utomeuropeiska länder och territorier (overseas countries and territories, OCT). Dessa områden kunde sälja varor tullfritt till EU.
Gibraltar följde med Storbritannien in i Europeiska gemenskapen (EG) 1973, men på grund av dess särskilda status inom Storbritannien (såsom momsfrihet), och Storbritanniens särskilda status inom EU (såsom euro och Schengen) omfattades inte Gibraltar av alla samarbeten. Gibraltarborna var alltså EU-medborgare utan att vara brittiska medborgare. 2004 deltog Gibraltars invånare för första gången i val till Europaparlamentet och bildade för detta ändamål en särskild valkrets tillsammans med Sydvästra England.

## Territorieinvånarnas medborgarskap
Medborgare i territorierna har inte fullt brittiskt medborgarskap, utan ett territoriemedborgarskap (British Overseas Territories citizenship). Enligt den brittiska medborgarskapslagen från 1981 är medborgarna dock garanterade brittiskt medborgarskap om de bosätter sig i Storbritannien.

## Valuta
De flesta av territorierna använder andra valutor än det brittiska pundet, dock oftast kopplade 1:1 till pundet, så att det mest är ett särskilt utseende på sedlarna.

## Utomeuropeiska territorier
- Akrotiri och Dhekelia, Asien
- Anguilla, Västindien
- Bermuda, Nordamerika
- Brittiska Antarktis (obebott; ensidigt anspråk), inklusive Sydorkneyöarna och Sydshetlandsöarna, Atlanten
- Brittiska territoriet i Indiska oceanen
- Brittiska Jungfruöarna, Västindien
- Caymanöarna, Västindien
- Falklandsöarna, Sydamerika
- Gibraltar, Europa
- Montserrat, Västindien
- Pitcairnöarna, Stilla havet
- Sankta Helena, Ascension och Tristan da Cunha, Afrika
- Sydgeorgien och Sydsandwichöarna (närmast obebott), Atlanten
- Turks- och Caicosöarna, Västindien